# Franz von Suppé
Franz von Suppé, né le 18 avril 1819 à Split et mort le 21 mai 1895 à Vienne, est un compositeur et chef d'orchestre autrichien.
Considéré comme le créateur de l'opérette viennoise, il reste connu principalement pour ses ouvertures dont certaines bénéficient d'une grande notoriété comme Poète et Paysan, Matin, midi et soir à Vienne et surtout Cavalerie légère.

## Biographie
Francesco Ezechiele Ermenegildo de Suppè, il naît le 18 avril 1819, à Spalato, aujourd'hui Split, en Dalmatie, à l'époque dans l'Empire autrichien. Son père, Peter Julius de Suppè (1796-1835), est fonctionnaire au service de l'Empire autrichien, tout comme son père avant lui ; sa mère, Maria Katharina Jandowsky (1787-1875), est viennoise de naissance. Contrairement à une rumeur[réf. nécessaire], il n'a aucun lien de parenté avec Gaetano Donizetti qu'il rencontre seulement au cours d'un voyage en Italie et qui l'encourage dans la voie de la composition.
Il passe son enfance à Zara, où il reçoit ses premières leçons de musique. Son père n'encourage pas sa vocation musicale mais il est aidé par un chef de musique local et maître de chapelle à la cathédrale de Spalato. Adolescent, il étudie la flûte et l'harmonie. Sa première composition connue est une messe catholique romaine, la Missa dalmatica, dont la première a lieu dans l'église franciscaine de Zara en 1835.
À la mort de son père, il rejoint Vienne en compagnie de sa mère pour y parfaire ses connaissances musicales. Il germanise alors son nom, « de » devenant « von ». Il dirige les orchestres de divers théâtres allemands puis du Theater an der Wien de Vienne (de 1845 à 1862), du Kai-Theater (de 1862 à 1863) et du Carltheater (de 1863 à 1882). Concomitamment, il compose des opéras et des musiques de scène.
Sa musique d'inspiration populaire est vigoureuse et enjouée. Son Dichter und Bauer (Poète et Paysan) reste son morceau le plus souvent joué. Essentiellement connu pour ses opéras-comiques, opérettes et musiques de scène, il a également composé des ballets, des symphonies, un requiem, des messes et des quatuors à cordes.
Franz von Suppé meurt à Vienne le 21 mai 1895 et est enterré dans le cimetière central de la ville.

### Vie privée
Franz von Suppé a épousé Theresia Franziska Rosalia Merville (1816-1865), avec laquelle il a eu cinq enfants : Anna (1842-1879), Peter (1844-1894), Ferdinand (1847-1847), Therese (1850-1899) et Franz (1851-1851). Veuf, il se remarie avec Rosine Sofie Strasser (1841-1926).

## Œuvre
Suppé laisse environ 200 œuvres.

### Opérettes et musiques de scène
- 1844 : Ein Morgen, ein Mittag und ein Abend in Wien (Matin, midi et soir à Vienne), Theater in der Josefstadt (26 février)
- 1846 : Dichter und Bauer (Poète et Paysan), Theater an der Wien (24 août)
- 1860 : Das Pensionat (Le Pensionnat), Theater an der Wien (24 novembre)
- 1862 : Die Kartenschlägerin, Theater am Franz-Josefs-Kai (26 avril)
- 1862 : Zehn Mädchen und kein Mann, Theater am Franz-Josefs-Kai (25 octobre)
- 1863 : Flotte Bursche, Theater am Franz-Josefs-Kai (18 avril)
- 1865 : Die schöne Galathée (La Belle Galatée), Carltheater (9 septembre)
- 1866 : Leichte Kavallerie (Cavalerie légère), Carltheater (21 mars)
- 1867 : Banditenstreiche (Les Joyeux Bandits), Carltheater (27 avril)
- 1868 : Die Frau Meisterin, Carltheater (20 janvier)
- 1876 : Fatinitza, Carltheater (5 janvier)
- 1879 : Boccaccio[3], Carltheater (1er février)
- 1880 : Donna Juanita, Carltheater (21 février)
- 1881 : Der Gascogner, Carltheater (22 mars)
- 1884 : Pique Dame (La Dame de pique), Graz (22 juin)
- 1887 : Bellmann, Theater an der Wien (26 février)
- 1888 : Die Jagd nach dem Glück, Carltheater (27 octobre)
- 1895 : Das Modell, opérette en trois actes, livret de Victor Léon et Ludwig Held, Carltheater (4 octobre)

## Postérité
Certaines œuvres de von Suppé sont interprétées lors du traditionnel concert du nouvel an à Vienne :
- L'ouverture de l'opérette Die schöne Galathée : en 1979 (Willi Boskovsky), en 1986 (Lorin Maazel) et en 2005 (Lorin Maazel)
- L'ouverture de l'opérette Dichter und Bauer (de) : en 1984 (Lorin Maazel) et en 2021 (Riccardo Muti)
- L'ouverture de l'opérette Ein Morgen, ein Mittag, ein Abend in Wien : en 1990 (Zubin Mehta) , en 2000 (Riccardo Muti) et en 2015 (Zubin Mehta)
- L'ouverture de l'opérette Banditenstreiche (de) : en 1995 (Zubin Mehta)
- L'ouverture de l'opérette Leichte Kavallerie : en 1997 (Riccardo Mutti), 2013 (Franz Welser-Möst) et 2020 (Andris Nelsons)
- L'ouverture de l'opérette Pique Dame (de) : en 2017 (Gustavo Dudamel)
- L'ouverture de l'opérette Boccacio : en 2018 (Riccardo Muti)
- La marche de l'opérette Fatinitza : en 2021 (Riccardo Muti)
- L'ouverture de l'opérette Isabella : en 2023 (Franz Welser-Möst)